# Rychwałd (województwo małopolskie)
Rychwałd – wieś w Polsce położona w województwie małopolskim, w powiecie tarnowskim, w gminie Pleśna.
Z geograficznego punktu widzenia Rychwałd leży na skraju Pogórza Ciężkowickiego, otoczony zalesionymi stokami i rozciąga się wzdłuż potoku Rychwałdzianka uchodzącego do rzeki Biała Tarnowska.
Sołectwo usytuowane jest przy drogach powiatowych: Rzuchowa – Pleśna – Siedliska, Lubinka – Tuchów i Tarnów – Zakliczyn.

## Położenie administracyjne
W latach 1975–1998 miejscowość położona była w województwie tarnowskim.

## Toponimia
Pierwotna nazwa wsi to Richwald, pochodząca od niemieckich słów "reich" "wald" (tzn. bogaty, żyzny las).

## Historia
W 1508 wieś Richwald należała do Klemensa z Łowczowa, a później (także w XVI w.) jej właścicielami byli Feliks Dobek i Kacper Śreniawa.
Ważnym wydarzeniem dla wsi było wybudowanie w 1912 drogi bitej od Rzuchowej przez Rychwałd do Siedlisk. Dzięki temu wieś uzyskała połączenie z Tarnowem.
Po I wojnie światowej gospodarstwa chłopskie były małe i zaniedbane. Domy i zabudowania gospodarcze pokryte były strzechą. Część mieszkańców wyemigrowała do Kanady i Brazylii. Inni najmowali się do prac sezonowych tzw. "saksów" na terenie Francji i Niemiec.
W latach 30 XX w. na terenie wsi powstała organizacja „Znicz” i „Stronnictwo Ludowe”.
Przy szosie Tarnów – Zakliczyn, w lesie "Olszówki" znajduje się zbiorowa mogiła czterech Polaków przywiezionych z więzienia z Nowego Sącza i rozstrzelanych 30 marca 1944 roku.
11 października 1969 otwarto asfaltową drogę Pleśna – Rychwałd – Siedliska.
W latach 1984–1985 wybudowano kaplicę katechetyczną, konsekrowaną 10 września 1995.

## Zabytki
- Cmentarz wojenny nr 188
- Dwie kapliczki kubaturowe z XIX w[5].